# Forouq-ol-Dowleh
Forouq ol-Dowleh, Touran Agha Khanoum Qajar (in persiano فروغ‌ الدوله‎; fl. XIX secolo) è stata una principessa persiana della dinastia Qajar. Figlia dello Scià Nasser al-Din Shah Qajar e della principessa Khazen ol-Dowleh Qajar (? - ?), sorella maggiore della principessa Touran Agha Khanoum Qajar e sorellastra della poetessa Tāj-al-Salṭana.
È stata la consorte del principe Ali Khan Qajar Zahir al-Dawlah Qajar (1864-1924) ed una ferivida attivista della Rivoluzione costituzionale persiana.

## Biografia
Figlia dello scià Nasser al-Din Shah Qajar e della consorte Khazen ol-Dowleh, la principessa Forouq (anche Forogh) nacque a Tabriz. Fu ben educata come tutte le figlie di Nasser al-Din, poliglotta, poetessa,  pittrice, intellettuale ed attivista. 
In giovane età, sposò Ali Khan Qajar Zahir al-Dawlah, che era il Ministro delle Cerimonie di corte. Ebbero tre figli e quattro figlie, tra cui Valli Safa Forough al-Muluk e Valli Safa Malik al-Muluk. Zahir al-Dawlah era anche un poeta amante della libertà e un politico dalle idee innovative, membro della confraternita di Safi Alishahi che si oppose apertamente ai governi di suo cognato lo Scià Mozaffar al-Din Shah Qajar e poi suo nipote lo Scià Mohammad Ali Qajar. Forouq ol-Dowleh appoggi' sempre le idee del marito. Le conseguenze furono pesanti, durante la cerimonia di chiusura del Majlis del 1907, Mohammad Ali Shah ordinò demolizione e saccheggio della casa di sua zia; tra il 1907 e 1911 Forouq ol-Dowleh svolse un ruolo importante nella liberazione del marito e di altri costituzionalisti da parte delle forze di Mohammad Ali Shah. Ruolo che le vale l'epiteto Regina dell'Iran. 
Di lei si perdono le tracce dopo il 1911; rimangono le sue poesie e le lettere scritte a suo marito Zahir al-Dawlah, a suo fratello Mozaffar al-Din Shah, suo nipote Muhammad Ali Shah e altri politici dell'epoca.

## Titoli ed Onorificenze
- Amizadi[11]
- Begum Khanoum (in persiano: Sua Eccellenza la Signora)